# Joey Hand
Joey Hand, né le 10 février 1979, est un pilote automobile américain engagé en American Le Mans Series au sein de l'écurie BMW Rahal Letterman Lanigan Racing.

## Palmarès
- Vainqueur du Star Mazda Championship en 1999
- 3e en Atlantic Championship en 2001
- Vainqueur des 12 Heures de Sebring dans la catégorie GT en 2011 et 2012
- Champion dans la catégorie GT des American Le Mans Series 2011
- Vainqueur des 24 Heures de Daytona en 2011

## Résultats en DTM
| Année | Voiture    | Équipe   | Courses disputés | Victoires | Pole positions | Podiums | Records du tour | Points inscrits | Classement |
| ----- | ---------- | -------- | ---------------- | --------- | -------------- | ------- | --------------- | --------------- | ---------- |
| 2012  | BMW M3 DTM | Team RMG | 5                | 0         | 0              | 0       | 0               | 2               |            |

## Résultats aux 24 heures du mans
| Année | Équipe                     | Voiture          | Équipiers                      | Résultat                         |
| ----- | -------------------------- | ---------------- | ------------------------------ | -------------------------------- |
| 2011  | BMW Motorsport             | BMW M3 GT2 (E92) | Andy Priaulx Dirk Müller       | 15e                              |
| 2016  | Ford Chip Ganassi Team USA | Ford GT          | Dirk Müller Sébastien Bourdais | 18e et vainqueur de la catégorie |
| 2017  | Ford Chip Ganassi Team USA | Ford GT          | Tony Kanaan Dirk Müller        | 22e                              |
| 2018  | Ford Chip Ganassi Team USA | Ford GT          | Dirk Müller Sébastien Bourdais | 17e et 3e de la catégorie        |
| 2019  | Ford Chip Ganassi Team USA | Ford GT          | Dirk Müller Sébastien Bourdais | Dsq.                             |